# Le Parfum de la dame en noir (film, 1974)
Pour les articles homonymes, voir Le Parfum de la dame en noir.
Pour plus de détails, voir Fiche technique et Distribution.
Le Parfum de la dame en noir (Il profumo della signora in nero) est un film italien réalisé par Francesco Barilli, sorti en 1974.
Il ne s'agit pas d'une mise en scène directe du roman éponyme de Gaston Leroux, mais le titre est malgré tout un hommage au film Le Parfum de la dame en noir (1931) de Marcel L'Herbier, lui-même adapté de l'ouvrage de Leroux.
Le film, qui narre les aventures de Silvia, traumatisée par des souvenirs d'enfance, associe une trame originale avec des images recherchées : le réalisateur est également un peintre à la ville. Le film se caractérise par l'omniprésence de la couleur jaune. L'intrigue se situe à mi-chemin entre le fantastique et le giallo.
Le tournage a eu lieu place du Mincio, à Rome (Latium, Italie).

## Synopsis
L'action se déroule à Rome, au mois d'août. Petite fille, Silvia Hacherman (Mimsy Farmer) assiste à une scène érotique à laquelle participe sa mère. Devenue chercheuse en chimie, elle reste perturbée par le décès de ses parents, notamment celui de sa mère, dont elle  a poignardé l'amant. Elle se rend, en compagnie de son fiancé, chez des amis, chez qui elle rencontre un professeur africain de sociologie, qui lui dévoile les mystères de la magie noire et du vaudou. Elle va ensuite rencontrer une petite fille en robe de dentelle, qui n'est autre qu'elle-même enfant. Sous sa conduite, elle va entrer dans un monde où il devient impossible de séparer le rêve de la réalité. Incapable de retrouver le contact avec le réel, et sans savoir qu'elle est manipulée par une secte qui pratique des rituels de magie noire, Silvia va finir par se suicider, avant que son corps ne soit dévoré par les membres de la secte.
Critiqué pour le mélange de psychanalyse, d'exotisme et de cruauté, le film a fait l'objet, récemment, d'une réévaluation. On notera avec intérêt la proximité de l'intrigue avec celle de Rosemary's baby de Roman Polanski. Alice au pays des merveilles,  de Lewis Carroll, est également une source d'inspiration du film.

## Fiche technique
- Titre français : Le Parfum de la dame en noir
- Titre original italien : Il profumo della signora in nero
- Réalisation : Francesco Barilli
- Scénario : Francesco Barilli, Massimo D'Avak et Massimo D'Avak
- Dialogues : Francesco Barilli
- Musique : Nicola Piovani
- Décors : Franco Velchi
- Costume : Piero Cicoletti
- Photo : Mario Masini
- Montage : Ennio Micarelli
- Producteur : Euro International Film (EIA)
- Format : Couleur - 1.85:1 - Monophonique
- Pays de production :  Italie
- Langue de tournage : Italien
- Genre : giallo
- Durée : 105 minutes
- Dates de sortie :
  - Italie : 29 mars 1974
  - France : 9 septembre 2010 (L'Étrange Festival)

## Distribution
- Mimsy Farmer : Silvia Hacherman
- Niké Arrighi : Orchidea
- Gabriele Bentivoglio : le garçon du magasin
- Maurizio Bonuglia : Roberto, fiancé de Silvia
- Luigi Antonio Guerra : le collègue chimiste
- Jho Jhenkins : Andy, le professeur de sociologie
- Donna Jordan : Francesca, amie de silvia
- Carla Mancini : Elisabetta
- Orazio Orlando : Nicola
- Aleka Paizi (sous le nom d'« Alexandra Paizi ») : Mademoiselle Cardini
- Mario Scaccia : Monsieur Rossetti, voisin de Silvia
- Lara Wendel (sous le nom de « Daniela Barnes ») : Silvia jeune
- Renata Zamengo : la mère de Silvia
- Roberta Cadringher
- Ugo Carboni
- Sergio Forcina
- Roberta Gadingher
- Sergio Porcina